# František Hrubín

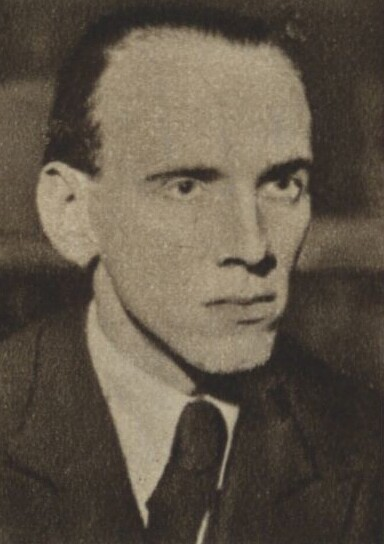
František Hrubín (1942)

František Hrubín (geboren 17. September 1910 in Prag, Österreich-Ungarn; gestorben 1. März 1971 in Budweis) war ein tschechischer Schriftsteller, Autor von Natur- und Liebeslyrik, Dichter.

## Leben
In seiner Jugend lebte er in Lešany. Nach dem Abitur in Prag studierte er Philosophie und Theologie an der Karls-Universität, brach das Studium aber 1932 ab. Ab 1934 arbeitete er in der Stadtbibliothek in Prag und später im Informationsministerium. Von 1946 bis zu seinem Tode war er hauptberuflicher Schriftsteller.
Hrubín war Mitbegründer der Kinderzeitschrift Quendel (Mateřídouška) und redigierte diese von 1945 bis 1950.
Er kritisierte gemeinsam mit Jaroslav Seifert 1956 die Vereinnahmung der Literatur durch die Politik und stand für inhaftierte Schriftsteller ein. Dies führte zunächst zu einem völligen Publikationsverbot, später durfte er jedoch als Übersetzer und Kinderbuchautor tätig sein.
Milan Kundera schreibt in seinem Roman Die unerträgliche Leichtigkeit des Seins, Hrubin sei „auf der Flucht vor der Liebe der Partei“ gestorben, die ihn habe erst nach seinem Tod für sich vereinnahmen können.

## Werke

### Gedichte
- Zpíváno z dálky – 1933
- Krásná po chudobě – 1935
- Země po polednách – 1937
- Včelí plást – 1940
- Země sudička – 1941
- báseň Jobova noc – 1945, vyjadřování pocitu ohrožení rodné země
- Říkejte si se mnou – 1943
- Hirošima – 1948
- Proměna – 1957
- Romance pro křídlovku – 1962
- Zlatá reneta – 1964

### Dramen
- Augustsonntag (Srpnová neděle) – 1958
- Kristallnacht (Křišťálová noc) – 1961

### Kinderbücher
- Špalíček pohádek – 1957

### In deutscher Sprache publiziert
- Das Hähnchen im Kornfeld - Sauerländer, Frankfurt (März 1981)
- Märchen aus tausendundeiner Nacht - Artia Verlag (1960)
- Leih mir die Flügel - Dausien (1961)
- Die schönsten Märchen - Artia Verlag (1959)
- Röschen und die Winterhexe - Artia Verlag (1964)
- SAG`AUF ! - Artia Verlag (1955)

## Filmografie
- 1957: Die Erfindung des Verderbens (Vynález zkázy)
- 1966: Romanze für Flügelhorn (Romance pro křídlovku)
- 1978: Die Schöne und das Ungeheuer (Panna a netvor)